# Саленко, Олег Анатольевич
Оле́г Анато́льевич Сале́нко (род. 25 октября 1969, Ленинград) — советский, украинский и российский футболист, лучший бомбардир чемпионата мира по футболу 1994 года (в трёх матчах им забито шесть голов), рекордсмен чемпионатов мира по числу забитых голов в одном матче — 5, в ворота сборной Камеруна 28 июня 1994 года на «Стэнфорд Стэдиум».

## Биография
Воспитанник ДЮФК «Дружба» (Красное Село), выпускник школы «Смена» (Ленинград). Стал одним из первых (наряду с Виктором Панченко) футболистом в СССР, за переход которого в другую команду были заплачены деньги — 36 тысяч рублей.
Дебютировал за родной ленинградский «Зенит» в возрасте 16 лет и в первом же матче, состоявшемся 1 марта 1986 года в Москве против местного «Динамо», выйдя на замену, забил решающий победный гол (итоговый результат 4:3 в пользу «Зенита»). Сразу стал любимцем местных болельщиков, несмотря на совсем юный возраст. Его переход из «Зенита» в киевское «Динамо» в 1989 году вызвал много шума и был воспринят ленинградскими болельщиками как предательство родного клуба и города. В Киеве же он затерялся среди более мастеровитых одноклубников.
В октябре 1992 года провёл 2 недели в английском клубе «Тоттенхэм Хотспур» — отыграл два контрольных матча за дублёров, в одном из которых сделал хет-трик, а в другом отметился одним голом. Руководство клуба было готово подписать с Саленко контракт, однако разрешения на работу в Англии от местной футбольной федерации он так и не получил.
В начале 1993 года перешёл в испанский «Логроньес», который на момент приглашения был аутсайдером чемпионата. Приглашение от «Логроньеса» игрок получил, находясь в Германии, где решал вопрос о переходе в один из клубов бундеслиги. В итоге, был оформлен договор аренды игрока у киевского «Динамо» до конца сезона 1992/93, а Саленко с женой переехал в Испанию. С ходу дебютировать не удалось — из-за растренированности футболист получил травму и 2 недели находился на лечении. В Примере впервые вышел на поле 14 февраля 1993 года в гостевой игре против «Сельты», где команда уступила 0:2, а Саленко вышел на поле на 66-й минуте. Однако уже в следующей игре он был в основе и забил мяч на 78-й минуте. Тренер команды Аймар дал Саленко полную свободу действий в атаке, полностью освободив его от оборонительных обязанностей. В результате, Саленко забил 7 мячей в 16 играх. По итогам сезона заключил трёхлетний контракт с «Логроньесом», который, в свою очередь, выкупил права на игрока у «Динамо».
Сезон 1993/94 для игрока сложился удачно. Саленко был ведущим нападающим команды, много забивал. В 6 туре в игре против «Атлетик» (Бильбао) стал автором хет-трика, став первым футболистом из экс-СССР, сделавшим это в Примере.
Именно в «Логроньесе» начинается подъём игрока на европейских футбольных полях. Результат, 16 забитых мячей в 31 матче Примеры, продемонстрированный в сезоне 1993/1994, на протяжении 30 лет был рекордным для всех футболистов постсоветского пространства, когда-либо выступавших в высшем дивизионе Испании. Только в сезоне 2023/2024 Артём Довбик, выступавший за Жирону, сумел превзойти это достижение, забив в дебютном сезоне за клуб 24 мяча в 36 играх и став лучшим бомбардиром лиги.
В 1995 году был куплен «Рейнджерс» (Шотландия), контракт был рассчитан на 3 года. Мотивом к переходу послужило желание играть в Лиге чемпионов и более высокий уровень оплаты труда. Однако в Шотландии надолго не задержался. По словам Саленко, сказались низкий уровень чемпионата, бытовая неустроенность, ограбление дома, где он жил, и беременность жены. В итоге, когда зимой появился вариант с турецким «Истанбулспором», Саленко практически без раздумий согласился на переход.
В первый же сезон в Турции стал одним из лучших бомбардиров команды, однако уже на следующий сезон оказался вне игры. Саленко признавался, что ещё в Шотландии начал чувствовать нарастающие боли в колене и к началу сезона 1996/1997 решился лечь на операцию. Однако из-за несогласованности действий менеджеров клуба и лечащих врачей процесс лечения и восстановления бесконечно затягивался.

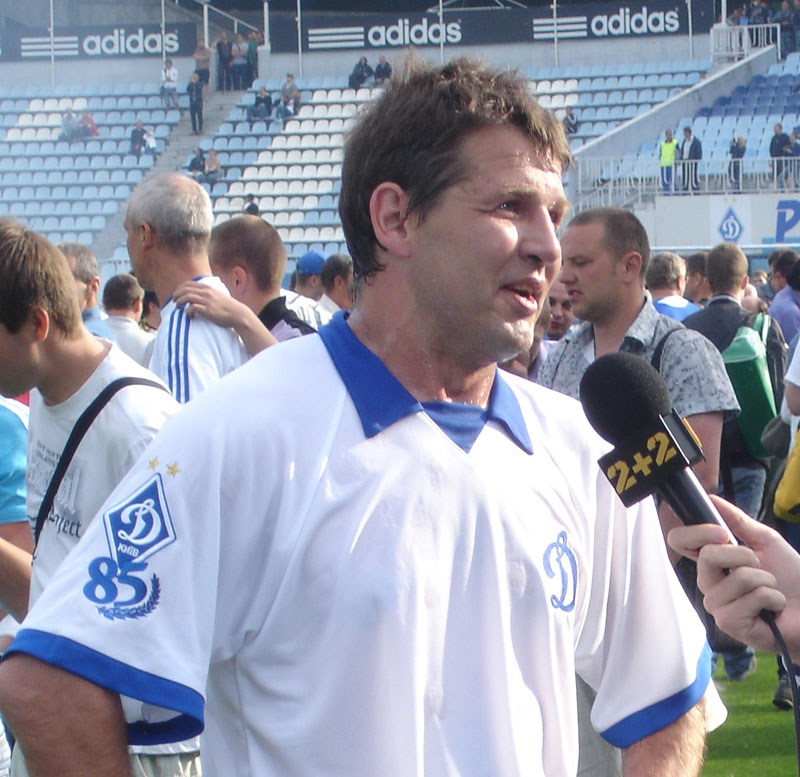
Олег Саленко в 2012 году

В чемпионатах СССР провёл 111 матчей, забил 28 голов. В еврокубках — 24 матча, 7 голов (22 (7) — «Динамо» Киев и 2 (0) — «Рейнджерс»).
Вошёл в историю и как первый главный тренер сборной Украины по пляжному футболу.
Живёт в Киеве, занимается бизнесом. В 2014—2015 годах был главным тренером любительской команды «Тайгер» из села Гоголев Броварского района Киевской области.

## Выступления за сборные

### Молодёжная и олимпийская сборные СССР
Чемпион Европы среди юниоров (до 19) 1988 года.
Лучший бомбардир чемпионата мира по футболу среди юниоров 1989 — 5 голов.
За олимпийскую сборную СССР сыграл 3 матча.

### Сборная Украины
Единственную игру за сборную Украины сыграл 29 апреля 1992 года в Ужгороде на стадионе «Авангард». Это был товарищеский матч со сборной Венгрии (1:3), первый матч в истории сборной Украины. В матче представлял цвета киевского «Динамо». На 59-й минуте матча был заменен будущим автором первого гола в истории сборной Украины Иваном Гецко.

### Сборная России
Поскольку ФИФА признала игру, проведённую Саленко за сборную Украины, неофициальной встречей на уровне сборных, то перед футболистом встал выбор — продолжать играть за Украину или выступать в сборной России. В итоге, Саленко выбрал последний вариант с учётом возможности выступить на чемпионате мира.
Впервые вызван на сборы сборной России перед встречей со сборной Венгрии в сентябре 1993 года. После матча со сборной Греции поставил свою подпись под «Письмом четырнадцати». Позднее первым отозвал свою подпись.
Звёздный час Олега Саленко пришёлся на чемпионат мира 1994 года, где он стал лучшим бомбардиром (вместе с Христо Стоичковым) и обладателем рекорда по числу забитых мячей в одном матче (помимо 5 мячей в ворота Камеруна Саленко забил также гол Швеции). Саленко, единственный из лучших бомбардиров в истории чемпионатов мира, представлял команду, не вышедшую в плей-офф. Кроме этого чемпионата, Саленко голов за сборную не забивал. Матч с Камеруном, где он и блеснул, оказался для Саленко последним в составе национальной команды: новый главный тренер Олег Романцев перестал вызывать его на игры. По мнению самого Саленко, это было связано с нежеланием Романцева видеть в команде игрока, чей авторитет выше тренерского. После ухода Романцева играть за сборную Саленко помешали травмы.
Всего за сборную России сыграл 8 матчей, забил 6 голов.

## Достижения

### Командные
«Динамо» (Киев)
- Чемпион СССР: 1990
- Обладатель Кубка СССР: 1990

«Рейнджерс»
- Чемпион Шотландии: 1996

Сборная СССР
- Чемпион Европы среди юниоров (до 19): 1988

### Личные
- Лучший бомбардир чемпионата мира: 1994
- Лучший бомбардир молодёжного чемпионата мира: 1989
- Обладатель рекорда чемпионатов мира по количеству голов в одном матче — 5
- Рекордсмен сборной России по количеству голов на чемпионатах мира: 6 голов
- Чемпион Украины по пляжному футболу 2002 года
- Член бомбардирского Клуба Олега Блохина (120 голов)
- Член клуба Григория Федотова (114 голов)

## Статистика выступлений
| Клуб              | Сезон            | Чемпионат | Чемпионат | Кубок | Кубок | Еврокубки | Еврокубки | Всего | Всего |
| Клуб              | Сезон            | Матчи     | Голы      | Матчи | Голы  | Матчи     | Голы      | Матчи | Голы  |
| ----------------- | ---------------- | --------- | --------- | ----- | ----- | --------- | --------- | ----- | ----- |
| Зенит (Ленинград) | 1986             | 11        | 3         | 3     | 1     | 0         | 0         | 14    | 4     |
| Зенит (Ленинград) | 1987             | 10        | 0         | 2     | 0     | 0         | 0         | 12    | 0     |
| Зенит (Ленинград) | 1988             | 26        | 7         | 1     | 0     | 0         | 0         | 27    | 7     |
| Динамо            | 1989             | 26        | 3         | 5     | 0     | 6         | 1         | 37    | 4     |
| Динамо            | 1990             | 21        | 4         | 4+1   | 5+3   | 4         | 2         | 29+1  | 11+3  |
| Динамо            | 1991             | 28        | 14        | 3     | 4     | 8         | 3         | 39    | 21    |
| Динамо            | 1992             | 16        | 7         | 4     | 1     | 4         | 1         | 24    | 9     |
| Логроньес         | 1992/93          | 16        | 7         | 0     | 0     | 0         | 0         | 16    | 7     |
| Логроньес         | 1993/94          | 31        | 16        | 6     | 5     | 0         | 0         | 37    | 21    |
| Валенсия          | 1994/95          | 25        | 7         | 6     | 3     | 0         | 0         | 31    | 10    |
| Рейнджерс         | 1995/96          | 16        | 7         | 0     | 0     | 2         | 0         | 18    | 7     |
| Истанбулспор      | 1995/96          | 15        | 11        | 0     | 0     | 0         | 0         | 15    | 11    |
| Истанбулспор      | 1996/97          | 1         | 0         | 0     | 0     | 0         | 0         | 1     | 0     |
| Истанбулспор      | 1997/98          | 2         | 0         | 0     | 0     | 0         | 0         | 2     | 0     |
| Кордова           | 1999/00          | 3         | 0         | 2     | 0     | 0         | 0         | 5     | 0     |
| Погонь (Щецин)    | 2000/01          | 1         | 0         | 0     | 0     | 0         | 0         | 1     | 0     |
| Всего за карьеру  | Всего за карьеру | 248       | 86        | 37+1  | 18+3  | 24        | 7         | 309+1 | 111+3 |

## Семья
Жена Ирина, сыновья Александр и Роман.